# Kristine Sjarasjidze
Kristine (Tsjito) Sjarasjidze (Georgisch: ქრისტინე (ჩიტო) შარაშიძე) (Bachvi, 2 augustus 1887 O.S. – Tbilisi, 10 november 1973) was een Georgisch publiek figuur, onderwijzeres, historica, letterkundige en politica. Ze werd in 1919 verkozen in de grondwetgevende vergadering van de Democratische Republiek Georgië en was lid van het presidium ervan.

## Vroege jaren
Kristine Sjarasjidze werd geboren in het dorp Bachvi (Goeria), als kind van Giorgi (Gigo) Sjarasjidze en Nino Kikodze. Haar ouders waren leraren in het lokale basisonderwijs en hadden een prominente rol in het lokale maatschappelijke leven. Kristine was het jongste kind in het gezin en had twee broers en een zus. Ze ging in 1899 naar het St. Nino meisjesgymnasium in Koetaisi, waar ze in 1904 weggestuurd werd vanwege deelname in de revolutionaire studentenbeweging. Ze was de organisator van een illegale studiekring, waarvan leden meerdere grootschalige studentendemonstraties hielden die gericht waren tegen de autocratie van de tsaar. Sjarasjidze nam tevens deel aan de verspreiding van verboden lectuur en handgeschreven kranten.

### Revolutie van 1905
Sjarasjidze zei later over haar activisme en het feit dat ze weggestuurd was van het gymnasium dat ze geïnspireerd werd door revolutionaire ideeën en dat een diploma overbodig leek. Uit respect voor haar moeder behaalde ze een jaar later toch het diploma aan het gymnasium. Het gezin verhuisde daarna naar Tbilisi. Hier raakte ze betrokken bij de revolutionaire beweging van 1905 en werd ze lid van de Georgische Sociaaldemocratische Partij, die onderdeel was van de mensjewistische fractie van de Russische Sociaaldemocratische Arbeiderspartij. Ook haar broers en zus waren betrokken bij revolutionaire activiteiten. Gedurende de revolutie gaf Sjarasjidze toespraken en bereidde ze krantenpublicaties voor.
Tijdens gewelddadige Armeense en Tataarse botsingen in Tbilisi in november 1905 nam Sjarasjidze deel aan de "vliegende ploeg" om de orde op straat te bewaken, noodhulp aan de gewonden te geven en de-escalerende verzoening tussen de etnische minderheden te bepleiten. Tegelijkertijd vond in het appartement van de familie Sjarasjidze een bolsjewistisch congres plaats.

## Onderwijs
Armoede dwong het gezin een jaar later Tbilisi weer te verlaten. Haar ouders begonnen een school in Tsjiatoera, en Kristine gaf in deze mijnbouwstad privélessen. In 1907 werd ze uitgenodigd om les te geven aan een particulier meisjesgymnasium in Koetaisi, waardoor ze haar roeping vond. De armoede in haar familie had haar niet in staat gesteld hoger onderwijs te volgen, maar in Koetaisi rolde Sjarasjidze het universitaire leven in. De stad was de hoofdstad West-Georgië en tevens diens centrum van het culturele en intellectuele leven.

### Publieke lezingen
Kristine Sjarasjidze werd in 1910 lid van het bestuur van de pas opgerichte Openbare Universiteit en behaalde het certificaat om Georgische les te mogen geven. Ze gaf aan deze volksuniversiteit lezingen over de Georgische literatuur, en wordt daarmee als de eerste vrouwelijke Georgische publieke spreekster beschouwd. Sjarasjidze werd lid van de vereniging voor de alfabetisering van Georgiërs en werd in 1917 bestuurslid hiervan. In 1915 verhuisde Sjarasjidze naar Tbilisi, waar ze zich inschreef voor de Faculteit Geschiedenis en Literatuur van de Hogere Cursussen voor Vrouwen, en gaf ze les aan de vrouwenseminarie. Ze was lid van het oprichtingscomité van de Staatsuniversiteit van Tbilisi en was bestuurslid van de Vereniging van Geletterdheid. Daarnaast zat ze van 1917-1921 in de redactie van het kindertijdschrift "Dzjedzjili" (ჯეჯილი).

## Politiek
De Februarirevolutie van 1917 bracht het activisme weer in haar terug. Sjarasjidze ging naar vergaderingen en demonstraties, maar ze raakte er snel van overtuigd dat haar fysieke zwakte en haar innerlijke stemming haar niet in staat stelden van politiek een beroep te maken. Ze stelde later dat ze het gevoel had dat alleen cultureel werk bij haar kracht paste. Niettemin stond ze stond nooit onverschillig tegenover de politiek en sprak zich dan ook in het openbaar uit.

### Verkiezing in Grondwetgevende Vergadering

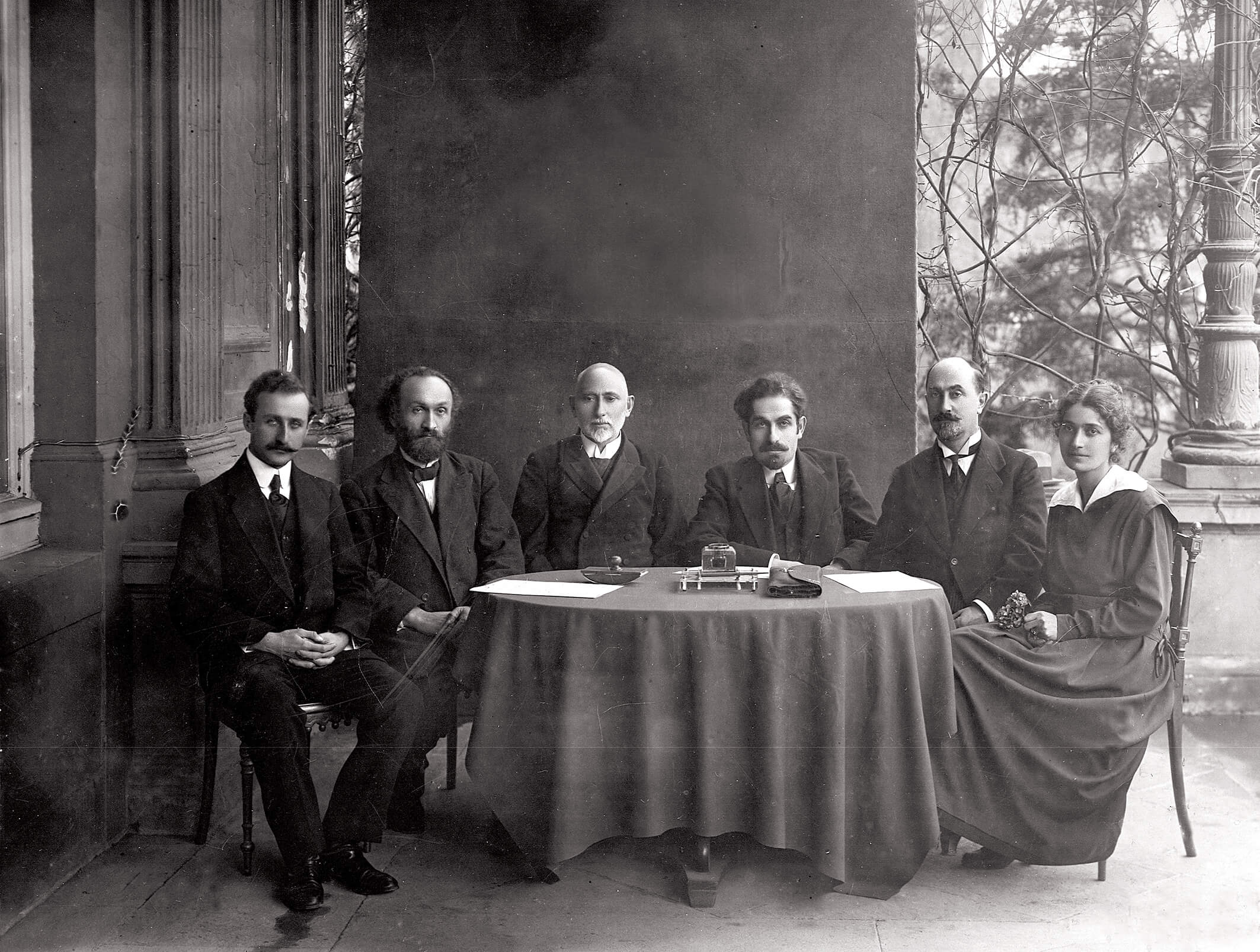
Sjarasjidze werd in maart 1919 lid van het presidium van de Grondwetgevende Vergadering. Van links naar rechts: 1e secretaris Konstantine Dzjaparidze, Grigol Natadze, Ekvtime Takaisjvili, vice-voorzitter Alexander Lomtatidze, Simon Mdivani en Kristine Sjarasjidze.

Haar politieke betrokkenheid zorgde ervoor dat Sjarasjidze in februari 1919 op de kieslijst stond van de Sociaaldemocratische Partij van Georgië voor de verkiezingen voor de grondwetgevende vergadering (het parlement). Ze was daarmee een van de zes vrouwelijke kandidaten voor de partij en stond op nummer 72. De Georgische kieswet was in 1918 ingevoerd met actief en passief kiesrecht voor vrouwen. De mensjewistische Sociaaldemocratische Partij won 109 van de 130 zetels, waarmee Sjarasjidze rechtstreeks werd verkozen, als jongste van de zeventien vrouwen die kandidaat waren. Haar broer Davit werd eveneens in het parlement gekozen.
Tijdens de derde sessie van het parlement op 18 maart 1919 werd Kristine als tweede secretaris in het zevenkoppige presidium verkozen. Ze nam daarnaast zitting in de onderwijs-, bibliotheek- en redactiecommissies en hield zich bezig met volksgezondheidswetgeving en de toegang tot onderwijs.

### Kritische blik
In een lange brief in augustus 1920 gericht aan de grondwetgevende vergadering bekritiseerde Sjarasidze samen met mede-parlementslid Gabriel (Gabo) Tsiskarisjvili de harde hand en wetteloosheid van het lokale bestuur in het beteugelen van onvrede, terwijl er te weinig voortgang werd geboden voor bestaande problemen. De aanleiding van de brief waren de in hun ogen problematische bestuurlijke ontwikkelingen in de provincie Tianeti, waaronder de toenemende islamisering in de Pankisivallei en de invoering van de sharia aldaar.
Ze uitten ook zorgen over de anarchie, het gebrek aan gezag en toegang tot onderwijs in de aanpalende regio's Chevsoeretië en Psjavi. Ze stelden dat het volk in de buitengebieden weliswaar loyaal was aan de centrale overheid en het "verstandige buitenlands beleid van de regering waardeert" dat de invasies en invallen van de vijand had afgeslagen, maar dat het wetteloze optreden van het lokale bestuur diepe ontevredenheid voedde. Ze stelden dat in de verbeelding van het volk het democratische systeem dezelfde kenmerken had als het oude autoritaire regime.

### Ondergang republiek
Sjarasjidze bleef ook gedurende de invasie van het Rode Leger in februari 1921 actief in het presidium van het parlement. Op 19 februari 1919 bezocht ze met een parlementaire delegatie de 'Zusters van genade' van het Rode Kruis bij Kodzjori buiten Tbilisi, waar ze Maro Makasjvili ontmoette. Sjarasjidze was medeverantwoordelijk voor de noodbesluiten die in het parlement werden genomen, waaronder het tijdelijk verplaatsen van het parlement naar Koetaisi en daarna Batoemi. Het parlement beëindigde haar werkzaamheden op 17 maart 1921, nadat de republiek verslagen was en de regering vanuit Batoemi naar Frankrijk vertrokken was. Sjarasjidze bleef net als een groot deel van het parlement in Georgië achter.

## Sovjet-vervolging

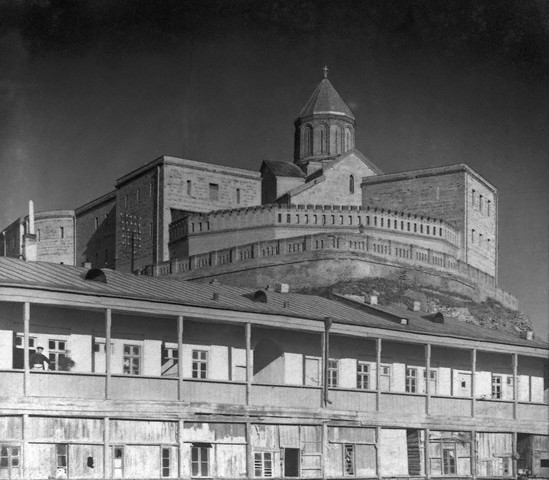
De Metechi-gevangenis in Tbilisi waar veel politiek vervolgden werden opgesloten.

In augustus 1921 werd Sjarasjidze in de stad Ozoergeti gearresteerd door de bolsjewistische autoriteiten van de Georgische sovjetrepubliek, waarna ze enkele dagen vastzat. In de aanloop naar de eerste jarige verjaardag van de Sovjetbezetting werden in februari 1922 leiders en actieve leden van anti-Sovjetpartijen opgepakt en gevangengezet.

### Tweede arrestatie
Op 17 februari 1922 werd Sjarasjidze op straat gearresteerd, waarna de Georgische Tsjeka haar verhoorde over haar politieke carrière onder de mensjewieken en over de studentenstaking op de 10e Pedagogisch Technische Hogeschool, waar ze inmiddels als docent werkte. Sjarasjidze verklaarde dat de staking een protest was tegen de Sovjet-invasie van 11 februari 1921. Ze gaf aan dat ze het Sovjet-regime afwees en dat de invasie door het Rode Leger een nationale ramp voor Georgië betekende. In een verhoor vier weken later verklaarde ze dat ze geen enkele betrokkenheid had bij de staking en dat ze niet eens wist in welke mate het Centraal Comité van de mensjewistische partij nog actief was.

Wat betreft de versterking van de Sovjetmacht in Georgië kan ik zeggen dat de hier genoemde macht via het Russische Rode Leger kwam. Dat is de echte macht, en de regering bestaande uit Georgiërs is slechts een fictie en overheersing. Er zijn buitenlandse mensen in Georgië.
— Kristine Sjarasjidze, verhoor 14 maart 1922.

De onderzoekscommissie concludeerde in de aanklacht dat "de beschuldigde een onverzoenlijke vijand van het bestaande establishment is en alles in het werk stelt om het Sovjetsysteem omver te werpen en de heerschappij van de mensjewieken te herstellen. In haar getuigenis zegt zij duidelijk dat het Sovjetsysteem en de regering in Georgië een fictie zijn. Rekening houdend met het bovenstaande heb ik besloten dat Kristina Sjarasjidze, 32 jaar oud, zes maanden lang in eenzame opsluiting zal worden opgesloten". Ze zat in de beruchte Metechi-gevangenis in het oude centrum van Tbilisi. Op 6 mei werd ze vanwege ziekte op borgtocht van haar broer Sjalva vrijgelaten.

### Vervolging familie
Hierna trok Sjarasjidze zich terug uit de politieke activiteiten en legde zich toe op de taal- en letterkunde. Haar familie werd in de eerste jaren van de Sovjetbezetting ook politiek vervolgd. Haar broer Davit, waarmee ze in de grondwetgevende vergadering zat, werd in 1921 gearresteerd en zat een aantal maanden vast. Hij emigreerde daarna via Istanbul naar Parijs en was actief in de Georgische emigrantengemeenschap. Hij stierf in 1935 na een kort ziekbed. Haar vader werd in deze periode tweemaal opgepakt en haar broer Sjalva werd in 1924 tijdens de Augustusopstand gearresteerd. Haar vader stierf in 1932 op hoge leeftijd en Sjalva stierf twee jaar later. Kristine en haar zus Tamar namen de zorg over hun moeder Nino op zich.
De zwager van Kristine, Nikoloz Kartsivadze, die actief was in de anti-Sovjetbeweging, werd in 1922 en 1923 door de Tsjeka gearresteerd en tot 1934 verbannen. Tijdens de Grote Zuivering werd hij uiteindelijk geëxecuteerd en werd zijn vrouw Tamar naar Dzjamboel in de Kazachse SSR verbannen. Ook Kristines enige en onvervulde liefde, parlementslid Gabo Tsiskarisjvili waar ze in 1920 mee naar de bergregio's Chevsoeretië en Psjavi trok, werd in 1924 geëxecuteerd.

## Academicus

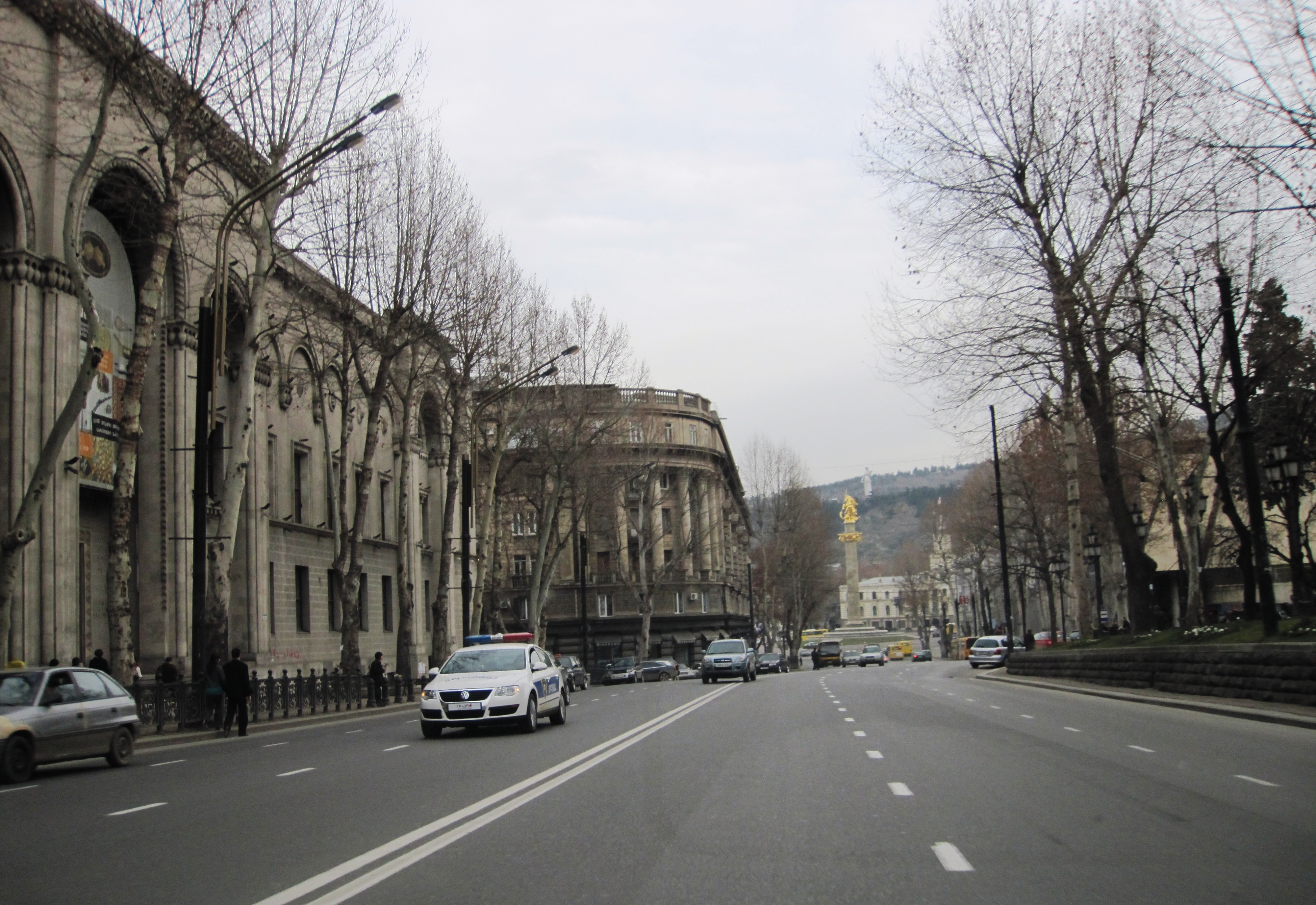
Het nationale museum (links) aan de Roestavelilaan in Tbilisi.

Na de Sovjetannexatie van Georgië specialiseerde Sjarasjidze zich in de Georgische letterkunde. Ze werd hoofd van het Georgische taalbureau van het lerarenhuis en studeerde van 1927 tot 1931 aan de Faculteit Georgische Taal- en Letterkunde van de Staatsuniversiteit van Tbilisi. Tijdens haar studie werkte ze bij het Historisch-Etnografisch Museum en het Museum van Georgië. In 1936-1937 organiseerde Sjarasjidze de jubileumtentoonstelling gewijd aan Sjota Roestaveli en werd onder haar supervisie de eerste bibliografie van hem gemaakt. Vanaf 1941 werkte Sjarasjidze zeventien jaar als wetenschappelijk medewerker bij de afdeling Manuscripten van het Museum van Georgië, waar ze onderzoek deed naar onder andere manuscripten uit de Georgische 'Gouden Eeuw'. 
Op uitnodiging van historici Ivane Dzjavachisjvili en Simon Dzjanasjia bestudeerde Sjarasjidze in de jaren 40 de manuscripten in het bezit van het Museum van Georgië. In 1958 werd ze gepromoveerd tot wetenschappelijk medewerker van het Instituut voor Manuscripten van de Academie van Wetenschappen van de Sovjet-Unie. In deze periode hielp ze ook illegaal politiek gevangenen en hun families. Op 10 mei 1961 werd Sjarasjidze onderscheiden voor haar werk met een erecertificaat van het Presidium van de Opperste Sovjet van de Sovjet-Unie. Drie jaar later ging ze met pensioen en werd haar een zogeheten persoonlijk pensioen voor bewezen verdiensten toegekend. Tijdens haar academische carrière publiceerde Sjarasjidze veel wetenschappelijke artikelen en een aantal standaardwerken over de Georgische letterkunde, drukkunst en historische manuscripten.
Kristine Sjarasjidze stierf op 10 november 1973 in Tbilisi en werd begraven op de Vake-begraafplaats in het gelijknamige stadsdistrict. Ze liet geen erfgenamen achter en was haar hele leven ongehuwd gebleven.